# I tre mariti
I tre mariti (título original en italiano; en español, Los tres maridos) es una farsa en un acto con música de Giuseppe Mosca y libreto en italiano de Gaetano Rossi.
Conocida también como La moglie di tre mariti ("La mujer con tres maridos"), la ópera fue representada por primera vez el 27 de diciembre de 1811 en el Teatro San Moisè de Venecia.